# CacheCam
CacheCam je kamera, která vznikla v rámci mise Mars 2020. Je umístěna na roveru Perseverance. Jde o jedinou kameru, která nezabírá okolí roveru. Jejím hlavním úkolem je natáčet manipulaci se vzorky z Marsu a fotografovat je ve vysokém rozlišení. Díky fotografiím z kamery mohou vědci na Zemi přesně zjišťovat, jaké vzorky rover Perseverance nabral, díky čemuž budou moci upravit případné testy na Marsu, které bude provádět vozítko Perseverance.

## Název
Název Cache u roveru Perseverance označuje místo, na kterém jsou uloženy zkumavky se vzorky z Marsu. Slovo Cam je pak zkratkou slova camera, což v angličtině znamená kamera.

## Technologie
CacheCam je první kamera, která snímkuje vzorky sesbírané na povrchu Marsu. Jde o jedinou kameru, která míří dolů na zkumavky se vzorky. Snímky z této kamery budou využívat vědci na Zemi, kteří vyhodnocují data z roveru Perseverance. Na základě dat z kamery CacheCam budou vědci ze Země vyhodnocovat kvalitu odebraných vzorků a budou upravovat testy, které se budou na Marsu provádět. Fotografie bude kamera pořizovat ještě před uzavřením zkumavek. Tyto zkumavky budou pravděpodobně umístěny na povrchu Marsu a tam vyčkají na budoucí misi, která je dopraví na povrch Země, kde budou probíhat další, složitější, testy a pokusy.

## Cíle
Cílem kamery je snímkovat vzorky z Marsu a podávat informace vědcům, kteří data na Zemi vyhodnocují.

## Testování
Testování zařízení začalo v roce 2017, kdy kamera pořídila první fotografii vzorků.